# Magdalena Grandmontagne
Magdalena Grandmontagne (* 1950 in Saarlouis) ist eine deutsch-französische bildende Künstlerin.

## Leben und Werk
Magdalena Grandmontagne verbrachte ihre Kindheit und Schulzeit im Saarland. Nach dem Abitur zog sie nach Nizza, Südfrankreich und studierte dort von 1970 bis 1975 an der Ecole nationale des Arts Décoratifs (Villa Arson). 1975 schloss sie mit dem Staatsexamen „Diplôme Nationale des Beaux Arts“ mit Schwerpunkt Radierung ab. 1974 richtete sie mit eigener Radierpresse auch ihre erste Werkstatt in Nizza ein.
1980 folgte die Gründung und Leitung der „Académie de Gravure“ in Cabris bei Grasse, sie unterrichtete dort als Dozentin für Radierung und Malerei bis 2000. Nach Verlegung ihres Lebensmittelpunktes ins grenznahe Lothringen richtete sie ihr Atelier in Beckerholz ein, von wo aus sie ihr grenzüberschreitendes Engagement und ihre künstlerische Arbeit auch in der saarländischen Kunstszene wiederfindet.
Nach dem Grundstudium an der Kunstakademie in Nizza entschied sie sich für die „Freien Künste“ mit dem Schwerpunkt Radierung. Sie erlernte alle klassischen Techniken der Radierung bei Moo Chew Wong und der Lithographie bei Pierre Chave und Jean Jaques Condom. Durch Noël Dolla, ab 1974 Professor für Malerei, setzte sie sich mit den theoretischen Positionen der Zeit auseinander. Die Künstler der „Ecole de Nice“ und der Gruppe „support – surface“ gaben prägende Impulse. Magdalena Grandmontagne löste sich von den klassischen Traditionen des Tiefdrucks, brach ihre Platten auf und begann mit ersten Abformungen von Steinen, Mauern und Wegen mittels Bleiblechen. Diese Reliefbilder bezeugten Realität im Format 1:1, großformatige Spurenbilder von Natur und Bewegung, die sie wie Druckplatten benutzte.
1999 entstanden in Zusammenarbeit mit dem französischen Land-Art-Künstler Francois Davin Arbeiten im öffentlichen Raum: ein umfangreiches Projekt im gesamten Stadtgebiet Dillingen schloss während eines Jahres auch Schulen und Werkstätten mit ein. Im selben Jahr folgte eine weitere Arbeit, die im Alten Schloss Dillingen ihren endgültigen Platz fand, und 2000 wurde im Centre mondial de la Paix in Verdun für 1 Jahr eine Bodeninstallation ausgestellt. In zahlreichen Ausstellungen überzog sie markante Orte mit großflächigen Bleibahnen, um so die Strukturen des Ortes zu übernehmen und malerisch zu erhalten.
Durch die Begegnung mit der international bekannten Stepptänzerin Olivia Rosenkrantz entwickelte sich ab 2000 eine mehrjährige Zusammenarbeit, die in Performances im Theatre „Salle Poirel“ in Nancy (2000) und in der Prämonstratenserabtei Pont-à-Mousson (2007) ihren Ausdruck fand. Die Schrittspuren des Tanzes auf einem Untergrund aus Walzblei bildeten die Matrizen, die auf Leinwand übertragen und koloriert zu großen Bildserien wurden.
Ab 2015 begegnete die Künstlerin einem neuen Werkstoff: dem aus eigener Imkerei stammenden Bienenwachs. Seitdem lotet sie die Möglichkeiten der Enkaustik und die Qualitäten des Werkstoffes aus. Neben Bildtafeln entstehen auch plastische Arbeiten und Skulpturen aus Wachs. 2020 begann die Serie der „Buchgeheimnisse“, bei der sie Bücher mit Wachs versiegelt und zur „bibliothèque figée“ gestaltet.

## Ausstellungen

### Einzelausstellungen
- 1985 Galerie Am Alten See, Saarbrücken
- 1987 Galerie Fritzen, Saarlouis
- 1988 Chapelle des Pénitents Blancs, Vence (F)
- 1989 Galerie Genoveffa, Haut-de-Cagnes (F)
- 1989 Rathausgalerie Dillingen
- 1995 Atelier Museum Haus Ludwig, Saarlouis
- 1997 „Abruck-Eindruck“, Fellenbergmühle Merzig
- 1998 „Empreinte et Impression“, Mas du Naoc, Cabris (F)
- 2000 Altes Schloss Dillingen
- 2000 „Empreinte et Impression“, Galerie Acht P, Bonn
- 2005 Atelier Museum Haus Ludwig, Saarlouis
- 2007 „Epreuve d’artiste“, Abbaye des Prémontrés, Pont-à-Mousson (F)
- 2010 Radierungen – Zeichnungen, Atelier Museum Haus Ludwig Saarlouis
- 2011 „Fülle und Maß“, Galerie Beck, Homburg
- 2015 „Regard Concret“, Atelier Museum Haus Ludwig, Saarlouis
- 2016 Magdalena Grandmontagne im Kunstverein Altes Schloss, Dillingen
- 2018 „Heiße Spur“, Galerie Neuheisel, Saarbrücken
- 2019 „Innere Spuren - äußere Spuren“, CEB Akademie Merzig

### Ausstellungen und Installationen im öffentlichen Raum
- 1998 „L’Art prend la Rue“, Forum St. Jaques, Metz (F)
- 1999 Cours de Justice Européenne, Luxembourg (L)
- 1999 „Stadt-Menschen-Spuren“ mit Francois Davin, Dillingen
- 1999 „Verhangenes Portal“, Installation mit Bleiplatte, Altes Schloss Dillingen
- 2000 „Zeit-Zeichen-Spuren“ Galerie im Gericht Hohenschönhausen, Berlin
- 2000 „Empreinte-Mémoire“, Mont St.Martin, Longwy (F)
- 2000 „Marche de la Paix – Wegspuren zum Frieden“ mit Francois Davin, Weltfriedenszentrum Verdun (F)
- 2001 „Begegnung-Flüchtigkeit und Dauer“, Universität Kaiserslautern
- 2001 „Mouvementa à quatre temps“, Conservatoire de Musique, Thionville (F)
- 2009 „Elan Vital“, Galerie HerzZentrum-Saar, Völklingen
- 2012 „Palimpsest“, Kunst im Landtag, Saarbrücken

### Ausstellungsbeteiligungen
- 1976 Chambre de l’Industrie et du Commerce, Nizza (F)
- 1982 Mas du Naoc, Cabris, mit Ferdinand Springer, Angeletti, Vernassa (F)
- 1983 Festival de la Gravure Contemporaine, Fréjus (F) (Katalog)
- 1987 Kunst Szene Saar, Saarlandmuseum Saarbrücken, (Katalog)
- 1994 Graphik im Schloss, Dillingen
- 1995 Kunstforum Inter-Regional, Pirmasens
- 1995 A-A-A, Foire Internationale de Luxembourg (L)
- 1995 „Din-A-4 Quer“, BBK, Künstlerhaus Saarbrücken (Katalog)
- 1996 „Konsum-Macht“, BBK, Künstlerhaus Saarbrücken
- 1997 „Zeitgleich“, BBK, Künstlerhaus Saarbrücken
- 1997 „Rencontre-Grenzenlos“, Altes Schloss Dillingen
- 1997 Kunstforum Inter-Regional, Pirmasens
- 1998 „Multiple Art Discount – Du vague à l’art“, Luxembourg (L)
- 1998 „Unter Druck“, Rudolf Scharpf Galerie, Ludwigshafen (Katalog)
- 1998 „Kunst im Quadrat“ Künstlerhaus Saarbrücken (Katalog)
- 1999 „Kunst im Kasten“, Saarländisches Künstlerhaus Saarbrücken (Katalog)
- 1999 Galerie TEM, Parcour VIII, Goviller (F)
- 1999 „Entgrenzt“, Wilhelm Hack Museum, Ludwigshafen (Katalog)
- 1999 Kunstforum Inter-Regional, Pirmasens
- 2000 „Visions 2000“, Caves Ste. Croix, Metz (F) (Katalog)
- 2000, 2002, 2004 Limes-Kunstpreis, Belgien, Luxemburg, Frankreich, Deutschland, (Kataloge)
- 2001 „Limes“, Reichstag-Präsidentenpalast, Berlin
- 2003 „Handzeichnungen-Limes“, Galerie Armand Gaasch, Dudelange (L)
- 2006 Limes Kunstpreis, Saarland, Luxemburg, Frankreich, Belgien (Katalog)
- 2013 „Gravure à deux voix“ mit Odile Villeroy, Institut Francais – IEF, Villa Europa, Saarbrücken

### Performances
- 1999 Galerie TEM, mit Olivia Rosenkrantz, Goviller (F)
- 2000 „Gradus et Musicam“ mit O. Rosenkrantz, Salle Poirel, Nancy (F)
- 2000 „Spuren eines Tanzes“ mit Charles Bankston, Altes Schloss Dillingen
- 2000 „Empreintes et Impressions“ mit Ch. Bankston, Bonn
- 2000 „Empreinte-Mémoire“ mit Angie Horlemann, Berlin
- 2000 „La Mémoire du Lieu“ mit A. Horlemann, Longwy (F)
- 2001 „Concentrations“ mit A. Horlemann, Universität Kaiserslautern
- 2001 „Mouvements à quatre temps“ mit A. Horlemann, Conservatoire de Musique, Thionville (F)
- 2007 „Sensemaya“ mit O. Rosenkrantz, Abbaye de Pont-à-Mousson (F)

## Editionen
- 1997 „Rencontre I“, Künstlerkassette, Altes Schloss Dillingen
- 1997 „Unikat und Serie“, Fellenbergmühle Merzig
- 1998 „Rencontre II“ mit Eliane Drot-Gorse, Cabris (F)
- 1999 „Double regard sur la cité“, Altes Schloss Dillingen
- 2000 „Pliages“ Galerie 8P, Bonn für Deutsches Anwaltsblatt
- 2000 „Provence-la mémoire du regard“ mit A. Horlemann, Berlin
- 2005 „La mémoire de l’eau – Venise“, Museum Haus Ludwig Saarlouis
- 2010 „La mémoire de Nice – Entailles“, Museum Haus Ludwig Saarlouis
- 2011 „Fülle und Maß“ mit Matthias Beck, Galerie Beck, Homburg
- 2015 „Hand und Werk“ mit Alfred Gulden, Museum Haus Ludwig Saarlouis
- 2019 „Innere Spuren - äußere Spuren“ - CEB Akademie Merzig

## Publikationen und Öffentlichkeitsarbeit
- 1983 „Gravures contemporaines régionales“, Fréjus (F)
- 1997 „Rencontre – grenzenlos“, Katalog zur Ausstellung Dillingen
- 2004 „Matisse et ses amis allemands“, Initiative zur grenzüberschreitenden Ausstellung der Rotary Clubs Bouzonville-Wallerfangen, Merzig-Saarlouis und Pont-à-Mousson in Kooperation mit dem Saarlandmuseum, Altes Schloss Dillingen und Abbaye des Prémontrés Pont-à-Mousson
- 2006 Teilnahme Talkshow „Lust auf mehr Europa“, Blaue Stunde mit Charly Lehnert, Bel Etage, Spielbank Saarbrücken
- 2008 Holzschnitt Symposium, Deutsches Zeitungsmuseum Wadgassen
- 2012 „Palimpsest“, Katalog zur Ausstellung im Landtag, Saarbrücken

## Mitgliedschaften
- BBK Saarland
- Kunstverein „Limes“ (D,F,B,L) bis zur Auflösung bis 2005
- Mitglied im Saarländischen Künstlerhaus Saarbrücken

## Ehrung
- Seit 2017 Saarlandbotschafterin